# Siphamia permutata
Siphamia permutata är en fiskart som beskrevs av Klausewitz, 1966. Siphamia permutata ingår i släktet Siphamia och familjen Apogonidae. Inga underarter finns listade i Catalogue of Life.